# Cornufer vitiensis
Espèce
Synonymes
- Halophila vitiensis Girard, 1853
- Platymantis vitiensis (Girard, 1853)
- Halophila chryseus Cope, 1862
- Cornufer intermedius Müller, 1883

Statut de conservation UICN

 NT  : Quasi menacé
Cornufer vitiensis est une espèce d'amphibiens de la famille des Ceratobatrachidae.

## Répartition
Cette espèce est endémique des Fidji. Elle se rencontre dans les îles de Ovalau, Gau, Taveuni, Vanua Levu et Viti Levu, entre 50 et 800 m d'altitude.

## Description
Cornufer vitiensis mesure en moyenne de 32 à 45 mm pour les mâles et de 47 à 60 mm pour les femelles. Les juvéniles, quant à eux, mesurent de 9 à 11 mm à la métamorphose. Son dos est d'une coloration variable, du crème au brun, en passant par des tonalités fauve, orange, jaune brillant ou gris-verdâtre. Une tache en forme de sablier ou de X est parfois présente au niveau de la tête. Ses membres sont rayés de sombre. Son ventre est généralement blanchâtre. Les adultes reproducteurs sont jaune brillant au niveau des cuisses et de l'aine.

## Reproduction
Cette espèce à un développement direct et ne passe pas par un stade larvaire. La femelle pond sur le sol un petit nombre de gros œufs qui donnent directement des petites grenouilles (l'étape têtard a lieu dans l’œuf).

## Publication originale
- Girard, 1853 : Descriptions of new species of reptiles, collected by the U.S. Exploring Expedition under the command of Capt. Charles Wilkes, U.S.N. Second part — Including the species of Batrachians, exotic to North America. Proceedings of the Academy of Natural Sciences of Philadelphia, vol. 6, p. 420-424 (texte intégral).